# Уотери (река)
Уотери е река в Съединените американски щати, дълга около 120 km.
Тя е приток на река Санти, която тече в централната част на щата Южна Каролина и се влива в Атлантическия океан. Името на реката напомня за изчезналите индианци уотери, които са живели в този район преди пристигането на европейските заселници.

## Течение
Река Уотери е продължение на река Катоба, която тече от планините Блу Ридж в Северна Каролина. Катоба и Уотери са една и съща река с различни имена, които се отнасят до различни части от нея. Името на реката се променя от мястото, където Уотери Крийк се влива в езерото Уотери, което е формирано от язовира Уотери Хидро Стейшън, хидроенергиен язовир в окръг Kършоу. Уотери тече главно в южна посока през Kършоу и по протежение на общата граница между окръзите Ричланд и Съмтър, и преминава през град Камдън. Тя се слива с река Конгари и двете заедно формират река Санти на около 55 km югоизточно от Колумбия.